# Cantonnement assisté par informatique
Pour les articles homonymes, voir CAPI.
 (août 2018).
Si vous disposez d'ouvrages ou d'articles de référence ou si vous connaissez des sites web de qualité traitant du thème abordé ici, merci de compléter l'article en donnant les références utiles à sa vérifiabilité et en les liant à la section « Notes et références ».
Le cantonnement assisté par informatique, CAPI, est un système de cantonnement ferroviaire français, utilisé par la SNCF sur les voies uniques pour renforcer la sécurité du cantonnement téléphonique. Ce système est employé sur les lignes à très faible trafic, où l'installation d'un système automatique ou semi-automatique n'est pas justifié. Le cantonnement téléphonique repose sur la transmissions de dépêches entre les différents postes par voie téléphonique, consignées sur un carnet de dépêches. Le CAPI remplace ces transmissions téléphoniques, sujettes à caution quant à l'horodatage, par des communications entre ordinateurs de chaque poste et un horodatage automatique, gage de sécurité dans le déroulement des procédures d'annonce des circulations et de reddition (libération du canton). L'ordinateur est relié aux crocodiles de la gare lorsqu'elle en est équipée, permettant d'activer le dispositif automatique d'arrêt de train (DAAT). Le CAPI équipe les lignes de voie unique à signalisation ordinaire (VUSO), voie unique à signalisation simplifiée (VUSS) et voie unique à trafic restreint (VUTR). Les lignes qui n'en sont pas équipées ne peuvent pas recevoir des circulations de trains de voyageurs ou de marchandises avec matières dangereuses.